# دانيال غاردنر (دراج)
دانيال غاردنر (بالإنجليزية: Daniel Gardner)‏ هو دراج بريطاني، ولد في 6 مارس 1996 في Haywards Heath ‏ في المملكة المتحدة.

## وصلات خارجية
- دانييل غاردنر على موقع أرشيف الدراجات (الإنجليزية)
- دانييل غاردنر على موقع إحصائيات الدراجات الإحترافية (الإنجليزية)
- دانييل غاردنر على موقع نسبة الدراجات (الإنجليزية)